# المشهد (حريضة)

تعديل مصدري - تعديل

المشهد هي إحدى قرى عزلة حريضة بمديرية حريضة التابعة لمحافظة حضرموت، بلغ تعداد سكانها 31 نسمة حسب تعداد اليمن لعام 2004.
وهي قرية صغيرة على الطريق المؤدي إلى دوعن، وتبعد حوالي (5 كيلو مترات) عن خط الإسفلت، وأول من حلّ واستقر بها الأديب علي بن حسن العطاس سنة 1160 هـ، وارتبطت باسمه بعد ما كانت تستخدم كمأوى لقطاع الطرق، و«المشهد» تعني أو تقابل «الضريح» نسبة إلى قبر العطاس. وتقام زيارة دينية له سنوياً في الفترة الممتدة من 8 ربيع الأول وحتى 16 منه، وتصل أوجها يوم 12 ربيع الأول الذي يصادف مولد الرسول محمد ﷺ.
وأبرز معالم القرية قباب العطاس الثلاثة، وكل واحدة منها عبارة عن ضريح مربع تقريباً تقوم عليه قبة غير مرتفعة، وفي داخل هذا الضريح القبر الذي نصبت عليه التركيبة الخشبية (التابوت) المزخرفة بزخارف نباتية متداخلة ومتكررة، وإلى جانب هذه القباب هناك مسجد صغير وسقاية ماء (صهريج مغلق لخزن المياه).